# AGM-12 Bullpup
El AGM-12 Bullpup es un misil aire-superficie desarrollado en los Estados Unidos.

## Diseño
El AGM-12 Bullpup fue el primer misil guiado de comando aéreo de superficie en masa, desplegado por primera vez por la Armada de los Estados Unidos en 1959 como ASM-N-7, hasta que fue rediseñado el AGM-12B en 1962. Fue desarrollado como resultado de las experiencias en la guerra de Corea, donde el poder aéreo de los Estados Unidos tuvo grandes dificultades para destruir objetivos que requerían objetivos precisos y, con frecuencia, estaban fuertemente defendidos, como los puentes.

## Operación
El Bullpup tenía un sistema de guía de línea de vista de comando manual con estabilización de balanceo. En vuelo, el piloto o el operador de armas rastrearon el Bullpup observando una bengala en la parte posterior del misil y usaron un joystick de control para dirigirlo hacia el objetivo utilizando señales de radio. Inicialmente fue impulsado por un motor de cohete de combustible sólido, y llevaba una ojiva de 250 lb (110 kg).
Después de lanzar el Bullpup, se mantuvo la mejor precisión al continuar volando en la misma pista, de modo que el piloto pudiera ver el rastro de humo y dirigir el misil directamente lo más atrás posible. Desafortunadamente, uno de los problemas descubiertos rápidamente por los pilotos en Vietnam fue que los artilleros en el suelo podían simplemente disparar contra el rastro de humo de la bengala del misil y tener una probabilidad bastante buena de golpear el avión que había lanzado, y aún seguía guiando, el misil. Por lo tanto, para tratar de proteger su propio avión, el piloto "saltará" un poco del camino del misil y, con suerte, evitará el fuego antiaéreo.

## Variantes
Las versiones posteriores del misil incluyeron mejoras como una ojiva más grande de 1000 lb (450 kg), motores de cohetes mejorados y guía mejorada; esta última se desarrolló originalmente como parte del proyecto GAM-79 White Lance para un Bullpup mejorado y ampliado para los EE. UU. La Fuerza Aérea y, en una versión tardía, la capacidad de llevar una ojiva nuclear, también fue pionera como parte del proyecto GAM-79.
El arma fue eliminada del servicio estadounidense en la década de 1970, pero fue utilizada por otros países mucho más tarde. Algunos militares actualmente todavía usan algunos como armas de práctica inerte.

## Operadores
- Australia
- Dinamarca
- Estados Unidos
- Grecia
- Israel
- Noruega
- República de China
- Turquía
- Reino Unido